# Toy Story Toons
A Toy Story Toons egy rövid, a Disney-Pixar  által készített amerikai animációs sorozat, amely a Toy Story-filmek alapján készült. A története a Toy Story 3. eseményei után játszódik, bemutatva a játékok mindennapjait, akik immár egy Bonnie nevű kislány játékai. A sorozat rövid életű volt, mindössze 3 rész készült el belőle. Eredetileg mindhárom rész egy-egy mozifilm előtt debütált rövidfilmként, csak később adták  le a tévécsatornák. 2013-ban terveztek még egy részt, de végül elvetették, helyette egy egész estés folytatáson kezdtek dolgozni.

## Szereplők
| Szereplő              | Színész           | Magyar hang                             |
| --------------------- | ----------------- | --------------------------------------- |
| Woody                 | Tom Hanks         | Stohl András                            |
| Buzz Lightyear        | Tim Allen         | Dörner György                           |
| Űrlények              | Jeff Pidgeon      | Szokol Péter                            |
| Guba                  | John Ratzenberger | Kassai Károly                           |
| Rex                   | Wallace Shawn     | Lippai László                           |
| Slinky                | Blake Clark       | Várkonyi András                         |
| Jesse                 | Joan Cusack       | Zsigmond Tamara                         |
| Krumplifej úr         | Don Rickles       | Forgács Gábor                           |
| Krumplifej asszonyság | Estelle Harris    | Szabó Éva                               |
| Barbie                | Jodi Benson       | Szabó Erika                             |
| Tüsi úr               | Timothy Dalton    | Kautzky Armand                          |
| Bogi                  | Jeff Garlin       | Rajkai Zoltán                           |
| Trixi                 | Kristen Schaal    | Balsai Móni                             |
| Dolly                 | Bonnie Hunt       | Náray Erika                             |
| Borsószemek           | Zoe Levin         | Kardos Balázs Kardos Anna Straub Martin |
| Ken                   | Michael Keaton    | Fenyő Iván                              |
| Bonnie                | Emily Hahn        | Károlyi Lili                            |
| Bonnie anyukája       | Lori Alan         | Kisfalvi Krisztina                      |
| Vigyori               | Bud Luckey        | Vass Gábor                              |

## Epizódok
| #  | Eredeti cím       | Magyar cím      | Rendezte      | Eredeti premier      | Magyar premier     |
| -- | ----------------- | --------------- | ------------- | -------------------- | ------------------ |
| 1. | Hawaiian Vacation | Hawaii vakáció  | Gary Rydstrom | 2011. június 24.     | 2011. július 31.   |
| 2. | Small Fry         | A kis krumpli   | Angus MacLane | 2011. november 23.   | 2012. január 12.   |
| 3. | Partysaurus Rex   | Partysaurus Rex | Mark Walsh    | 2012. szeptember 14. | 2012. november 13. |